# Cryptolabis (Cryptolabis) semiflava
Cryptolabis (Cryptolabis) semiflava is een tweevleugelige uit de familie steltmuggen (Limoniidae). De soort komt voor in het Neotropisch gebied.